# Râul Barboșica
Râul Barboșica este un curs de apă, afluent al râului Păiș. 